# 古城胤秀
古城 胤秀（こじょう たねひで、1882年（明治15年）8月15日 - 1938年（昭和13年）11月10日）は、大日本帝国陸軍軍人。最終階級は陸軍少将。

## 経歴
1882年（明治15年）に鹿児島県で生まれた。陸軍士官学校第15期卒業。1928年（昭和3年）5月18日に支那駐屯軍司令部附となり、8月10日に陸軍歩兵大佐に進級した。1929年（昭和4年）8月に近衛師団司令部附となり、中央大学に配属された。1930年（昭和5年）8月に陸軍省新聞班長に就任した。班長就任後の新聞班では三月事件の概要を発表する意向だったとされるが、内務省の強い働きかけにより発表は中止されたという。1932年（昭和7年）8月に近衛歩兵第1連隊長に転じた。
1933年（昭和8年）3月18日に第16師団司令部附となり、陸軍少将に進級。1935年（昭和10年）3月15日に待命、3月30日に予備役に編入された。